# Nathania van Niekerk
Pour les articles homonymes, voir van Niekerk.
Nathania van Niekerk, née le 22 janvier 1999, est une nageuse sud-africaine.

## Carrière
Nathania van Niekerk remporte aux Championnats d'Afrique de natation 2012 à Nairobi deux médailles d'or, sur 200 mètres dos ainsi que sur 4 x 100 mètres quatre nages, et deux médailles d'argent sur 50 et 100 mètres dos.
Aux Championnats d'Afrique de natation 2016 à Bloemfontein, elle est médaillée d'or des 50 et 100 mètres papillon ainsi que des relais 4 x 100 mètres quatre nages et 4 x 200 mètres nage libre, ainsi que médaillée d'argent du 200 mètres dos.